# Da Vinci (televízióadó)
A Da Vinci egy oktató, ismeretterjesztő tv-csatorna. Célközönsége főként a gyerekek és szüleik. A berlini székhelyű Da Vinci Media GmbH csatornája, melyet Ferdinand Habsburg alapított 2007-ben. Hozzájuk tartozik a Da Vinci Universitas oktató csatorna is.
Jelenlegi nevét 2018. január 9-én vette fel, előtte Da Vinci Learning néven sugárzott.
Műsoraikat 2007. szeptember 15. óta sugározzák és jelenleg milliók számára elérhető a világon: Bosznia-Hercegovinában, Bulgáriában, Csehországban, Dél-afrikai Köztársaságban, Egyesült Királyságban, Észtországban, Horvátországban, Lengyelországban, Lettországban, Litvániában, Macedóniában, Magyarországon, Malajziában, Oroszországban, Romániában,  Svájcban, Szlovákiában, Szerbiában, Szlovéniában, Thaiföldön, Törökországban és Ukrajnában.
A magyar nyelvű változat csatornahangjai Bor Zoltán és Pap Katalin.

## A csatorna céljai
A műsorok egyszerűen próbálják átadni a bonyolult ismereteket, továbbá a tanulásra próbálják ösztönözni a kisebbeket.
A csatorna célja, hogy megossza a felfedezés örömét. A szülők és gyermekek által közösen végezhető kísérletekben és a téren és időn át vezető utazásokban gazdag műsorok megteremtik azt a légkört, amelyben a családok közösen élhetik át a felfedezéseket.
A közvetített dokumentumfilmek a világ minden tájáról lehetőséget adnak a szórakoztató művelődésre.
Az oktató tematikához gondosan összeállított programok garantálják a kisgyermekek számára is alkalmas, erőszakmentes televíziózás örömét.
A Da Vinci Learning filozófiája szerint a tanulásnak szórakoztatónak és észrevétlennek kell maradnia. Műsoraikkal az aktív részvételre ösztönzik a nézőket. A műsorok még a legmeghökkentőbb tudományos gondolatokat is könnyen érthetővé teszik, ezáltal felkeltik a kíváncsiságot, elősegítik az otthoni beszélgetéseket és ösztönzik a nézőket a világ további titkainak feltárására.
A csatorna küldetése a nézők kíváncsiságának felkeltése.
Mert… a tudás öröm.

## Inspiráció
- " Fontos, hogy ne hagyjuk abba a kérdezést. "  Albert Einstein
- " Az igazság könnyen érthető, ha már egyszer valaki rátalált: a kihívás az, hogy megleljük. "  Galileo Galilei
- " A tudás szerelmesének sosem törik össze a szívét. "  M. G. Marino
- " A legnagyobb kiváltság a megértés öröme. "  Leonardo Da Vinci

## Műsorok
- A XXI. századi orvostudomány kihívásai
- Láthatatlan világ
- Leo & Cooper űrbéli utazásai
- Ügyeskedjünk
- Számok a Fedélzeten
- Matekpalota
- Színek, sorrendben
- A matek története
- Egyszerűen nagyszerű
- Hogyan és miért?
- Gyorsvonaton a felfedezés
- Docbuster
- A tudomány és technika nagy pillanatai
- Örökségünk
- Hétköznapi tudomány
- Matek az űrben
- Marvi Hammer
- A számok világa
- Kopfball
- Az élet formái
- Mi micsoda
- A számoktól a számítógépekig
- Charlie a rendőrségi kopó
- A föld Alban szemével
- Mikrovilág
- Nem boszorkányság
- Tudás show
- Mi kerül a tányérra
- Dokumánia
- Tudományos magazin
- Híres gondolkodók
- Kis zseni
- Állatok birodalma
- Híd a történelemben
- Kék sárkány
- Madártávlatból
- Az Electric Company
- NOVA – Einstein napvilágra kerül
- Gyerekeknek
- Vidám matek
- Katalizátor
- Kvantum – Érdekességek
- Élvonalbeli fejlesztés
- Láthatatlan földi élet
- Anthena web
- Az élet szignója
- Futurisz
- A biológia forradalmi felfedezései
- A tudomány határai
- Etika és bölcsesség
- A kínai gyógyítás
- Egyszer volt… a felfedezők
- Egyszer volt… Amerika
- Egyszer volt… az élet
- Kvantum
- Hahó, világ
- Ismerkedés a technikával
- Repülés
- Tudomány a vadonban
- Einstein
- A Repülés Története
- Ügyeskedjünk Einstein Kristiansen-nel
- Egyszer volt… az ember
- Ikerdokik Bevetésen (Operation Ouch)